# Storfjord (Sunnmøre)
Der Storfjord in Sunnmøre ist ein 86 km langer Fjord in Møre og Romsdal in Norwegen. Er verläuft durch sieben Gemeinden, nämlich von der Küste aus gerechnet: Hareid, Sula, Ørsta, Sykkylven, Ålesund, Fjord und Stranda.

## Geografie

### Einfahrt
Der Fjord mündet zwischen den Halbinseln Kvitneset in Hareidlandet und Eltraneset auf der Insel Sula. Der äußere Teil, eigentlich ein Sund zwischen den beiden Inseln Sula und Hareidland, wird auch Sulafjord genannt. Südlich von Hareidland mündet von Südwesten der Vartdalsfjord, der als Verbindung mit dem Voldafjord diese Insel vom Festland trennt.

### Hauptteil
Südlich der Insel Sula wendet sich der Storfjord landeinwärts, bis Sjøholt in östlicher, dann in südlicher Richtung. Das Nordufer des ersten Abschnitts wird außer von Sula von der Insel Oksenøya gebildet. Davor und dahinter hat der Fjord enge Querverbindungen zum Heissafjord und zum Ellingsøyfjord, zwischen denen der größte Teil des Stadtareals von Ålesund liegt.

### Innere Äste
Bei Stranda endet der eigentliche Storfjord und teilt sich in den nach Osten führenden Norddalsfjord und den nach Süden führenden Sunnylvsfjord. Letzterer erstreckt sich südwärts bis Hellesylt. Drei Kilometer vor dem Ende zweigt nach Osten als längerer Arm der Geirangerfjord ab. An dessen Ende liegt der Ort Geiranger. 10 km südöstlich davon treffen die Grenzen der drei Provinzen Møre og Romsdal, Innlandet und Vestland zusammen.
Die größte Tiefe des Fjords ist 679 m zwischen Skotet und Dyrkorn in der Gemeinde Stordal.

### Hjørundfjord und kleiner Storfjord
Der größte Seitenast des Storfjords ist der Hjørundfjord. Er erstreckt sich in südsüdöstlicher Richtung und verzweigt sich nach 22 km in den kleineren Ast Norangstfjord und den größeren Ast Storfjord, der zur Unterscheidung vom gleichnamigen Hauptfjord mit dem Gemeindenamen Ørsta Gekennzeichnet wird, obwohl der namengebende Kernort dieser Gemeinde an einem westlichen Seitenast des Vartdalsfjords (s. o.) liegt.

## Verbindungen

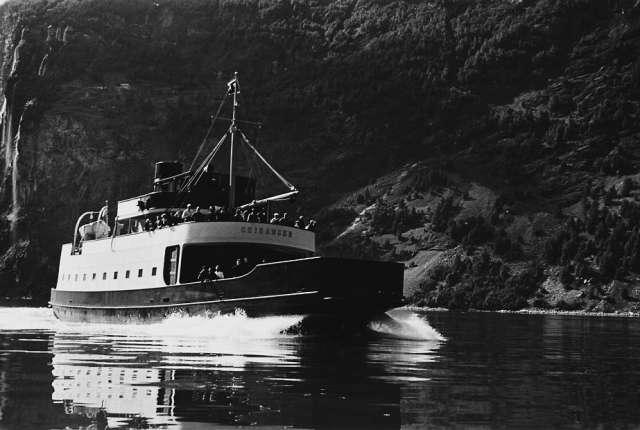
MF Geiranger (1937) befuhr die Route Valldal-Geiranger.

Im äußersten Teil des Fjords verläuft der Fylkesvei 61, der den Sulafjord mit der Fährverbindung Hareid–Sulesund quert und dann auf der Südseite des Fjords nach Osten fortgesetzt wird, bis er auf die E39 trifft. Diese kommt von Süden und überquert den Fjord mit einer Fähre zwischen Festøya in Ørsta und Solevåg in Sula. Bei Blindheim zweigt von der E39 der Fylkesvei 60 nach Osten längs der Südseite der Ålesundshalbinsel ab und überquert den Fjord mit der Fähre zwischen Magerholm im Norden und Aursnes in Sykkylven auf der Südseite des Fjords. Von Magerholm setzt sich der Fylkesvei 656 auf der Nordseite des Fjords fort bis nach Valle in der Gemeinde Ålesund. Hier trifft die E39 erneut auf den Fjord und folgt diesem nach Osten bis nach Sjøholt in der Gemeinde Ørskog.
Von Sjøholt führt der Fylkesvei 650 (Fv650) nach Süden entlang der Ostseite des Fjords, bis er bei Linge auf den Fylkesvei 63 (Fv63) trifft, die mit einer Fähre den Norddalsfjord nach Eidsdal überquert. Eine weitere Fähre verbindet Liabygda am Fv650 mit Stranda auf der Westseite des Fjords, die zwischen Sykkylven und Stranda größtenteils frei von Straßen ist.
Entlang dem inneren Teil des Fjords, dem Sunnylvsfjorden und dem Geirangerfjord, gibt es keinerlei Straßen außer bei Hellesylt, wo der Fylkesvei 60 wieder für ein paar Kilometer dem Fjord folgt, und bei Geiranger, wo der Fv63 als Adlerstraße von Eidsdal über einen Pass kommt und dann zum Fjord abfällt und diesem bis Geiranger folgt. Von dort setzt sie sich nach Oppland fort.
Über den abzweigenden Hjørundfjord führen mehrere Fährverbindungen, unter anderem für den Fylkesvei 655 zwischen Sæbø und Lekneset.

## Übersicht der Nebenfjorde
Der Storfjord ist stark verzweigt.

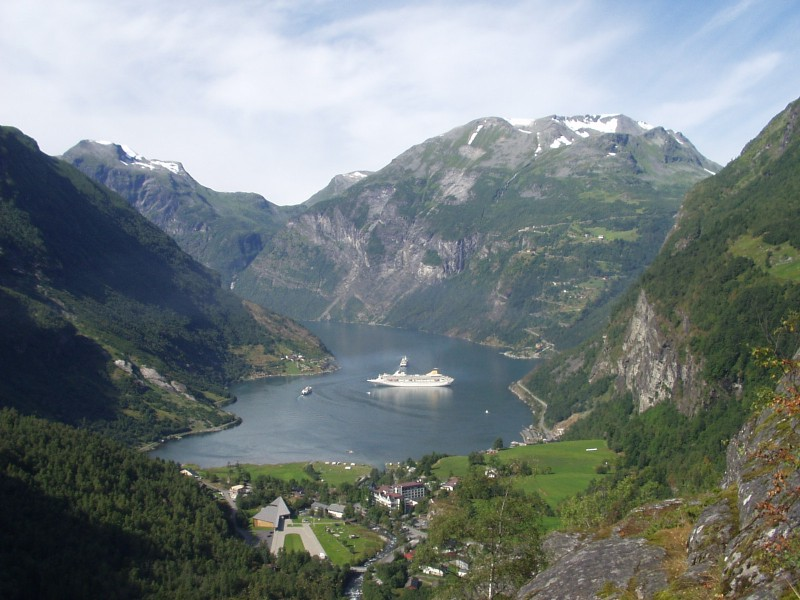
Geirangerfjord, der innerste Teil des Storfjords

Die wichtigsten Nebenfjorde sind von der Küste aus ins Landesinnere gezählt:
- Hjørundfjord (33 km)
  - Norangsfjord (6,5 km)
  - Storfjord i Ørsta (11 km)
- Sykkylvsfjord (9 km)
- Norddalsfjord (16 km, einschließlich Tafjord)
  - Tafjorden (8 km)
- Sunnylvsfjord (26 km)
  - Geirangerfjord (15 km)